# Nick Diaz
Nick Diaz   (Stockton, 2 d'agost de 1983) Nickolas Robert Diaz és un boxejador professional nord-americà i artista marcial mixt que va competir a les divisions de pes wèlter i pes mitjà de l'Ultimate Fighting Championship (UFC). Nick fou campió de pes wèlter a Strikeforce, WEC i IFC i un desafiant al títol de l'UFC. També va competir a la companyia PRIDE, EliteXC, DREAM i Shooto. Nick és el germà gran de l'ex-lluitador de l'UFC Nate Diaz, i la parella de germans és una de les majors influències en l'esport de les MMA.